# Reserva Naval da Marinha dos Estados Unidos

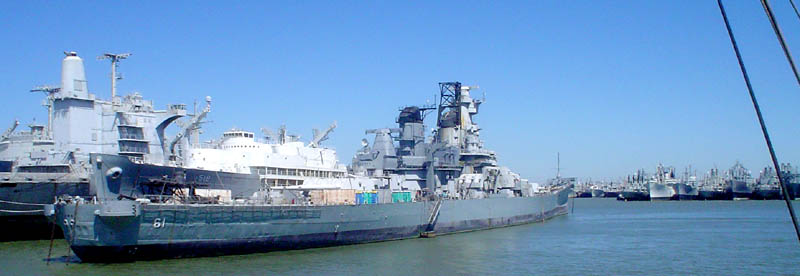
O USS Iowa (BB-61) ancorado na baía de Suisun.

A Reserva Naval da Marinha dos Estados Unidos é uma organização governamental dos Estados Unidos, parte da Marinha dos Estados Unidos. É encarregada de administrar uma frota de navios militares de reserva, cuidando da manutenção básica destes navios com o menor custo possível.